# Antonio Devoto
Antonio Devoto (Lavagna, 12 marzo 1832 – Buenos Aires, 30 luglio 1916) è stato un imprenditore, banchiere e filantropo italiano naturalizzato argentino.
Pioniere dell'emigrazione italiana in Argentina, scalò in pochi decenni i vertici della borghesia di Buenos Aires e, grazie ad una serie di rischiose e importanti iniziative imprenditoriali, divenne uno degli oligarchi più importanti ed influenti dell'Argentina della fine dell'Ottocento.

## Biografia
Nato a Lavagna, emigrò in Argentina nel 1854 assieme ai fratelli Gaetano, Bartolomeo e Tommaso. Stabilitisi a Buenos Aires, i fratelli Devoto aprirono alla Boca un magazzino nel quale commerciavano beni e materiali importati dalla Gran Bretagna dai numerosi marinai liguri presenti in città. I Devoto infatti facevano parte di quella prima ondata migratoria italiana riversatasi sul Rio della Plata, composta per lo più da genovesi e liguri, attiva prevalentemente nella marineria, nel commercio al dettaglio e all'artigianato.
Grazie ai grandi capitali accumulati, alla rapida ascesa nella borghesia porteña e all'amicizia con alcuni influenti personaggi politici e militari argentini Devoto divenne uno dei principali esponenti della collettività italiana di Buenos Aires. Nel 1872 fu tra i fondatori assieme ad altri imprenditori e commercianti d'origine italiana del Banco de Italia y Rio de la Plata. Sempre nella capitale argentina Devoto fu tra i finanziatori della costruzione della rete idrica e fognaria della città.
A seguito della campagna militare nota come conquista del deserto lanciata dal presidente argentino e amico di Devoto Julio Argentino Roca, nuove immense porzioni di pampa nel sud-ovest della provincia di Buenos Aires furono tolte agli indigeni e rese disponibili alla colonizzazione. Devoto acquisì migliaia di ettari di terreno dove fece costruire enormi estancias, come quelle di Trenel e Arroyo Dulce, affittate attraverso alcuni impresari ai coloni italiani. Grazie allo sviluppo della rete ferroviaria e agli alti canoni d'affitto, il valore dei terreni di Devoto crebbe enormemente e garantì all'imprenditore italiano enormi ricavi grazie ai quali istituì nel 1887 il Banco inmobiliario. Con i capitali di questo nuovo istituto Devoto comprò numerosi lotti di terreno alla periferia occidentale di Buenos Aires, sui quali fondò il quartiere che ancora oggi porta il suo nome. 
Nel 1888 la società di Devoto e dei suoi fratelli iniziò la costruzione, su un terreno di sua proprietà posto al confine tra i quartieri di Balvanera e Almagro, di un nuovo, monumentale, mercato cittadino che prenderà il nome di Abasto. Con lo sviluppo dell'economia argentina di un'imponente ondata migratoria sorse la necessità di creare una nuova rete ferroviaria che unisse le province del nord-ovest, ancora isolate, con il porto di Buenos Aires. Devoto pertanto finanziò la costruzione delle ferrovie nelle province di Córdoba e Catamarca.
A seguito della crisi economica che colpì l'Argentina nel 1890 Devoto venne in soccorso del governo nazionale contribuendo al rilancio delle finanze pubbliche con un oneroso prestito. Successivamente entrò nel ramo assicurativo proponendo per primo nel paese le assicurazioni contro gli infortuni sul lavoro e la grandine. Devoto fu il capofila di quegli imprenditori italiani che, cercando di competere con le imprese inglesi e francesi presenti nel paese sudamericano, volevano uscire dal solito schema delle piccole aziende artigianali, diversificare la produzione ed entrare nel mondo delle società per azioni. 
Fu così che Devoto fece il suo ingresso nel mondo della produzione di fiammiferi, della carta e, successivamente, nella lavorazione ed esportazione della carne, settore quest'ultimo tradizionalmente monopolizzato dalle ditte inglesi. Con lo scoppio della prima guerra mondiale, e la successiva entrata in guerra dell'Italia, Devoto si fece promotore di un comitato di guerra che finanziasse la madrepatria e favorisse il rimpatrio dei richiamati alle armi e dei volontari. Per questa sua iniziativa fu insignito da Vittorio Emanuele III del titolo di conte. Morì nel luglio 1916 e fu sepolto nel cimitero della Recoleta.

## Attività filantropica
Fu tra i finanziatori dell'Ospedale italiano di Buenos Aires, mentre nel 1904, alla presenza dell'ex presidente Roca e e del duca degli Abruzzi Luigi Amedeo di Savoia-Aosta, pose la prima pietra dell'Asilo Infantile Umberto I, a Villa Devoto.